# El malvado Carabel (película de 1935)
El malvado Carabel es una película de 1935 del director Edgar Neville.

## Descripción
Está basada en la novela homónima de Wenceslao Fernández Flórez. Dirigida por Edgar Neville, en el elenco de actores se contaron nombres como los de Antonio Vico Camarero y Antoñita Colomé. Años más tarde se rodaría una nueva adaptación del libro, rodada por Fernando Fernán Gómez y estrenada en 1956.